# Daab (ban nhạc)
Daab là một ban nhạc reggae của Ba Lan. Trước đây ban nhạc lấy tên là Daab - Muzyka serc (có nghĩa là "âm nhạc đến từ trái tim").

## Lịch sử

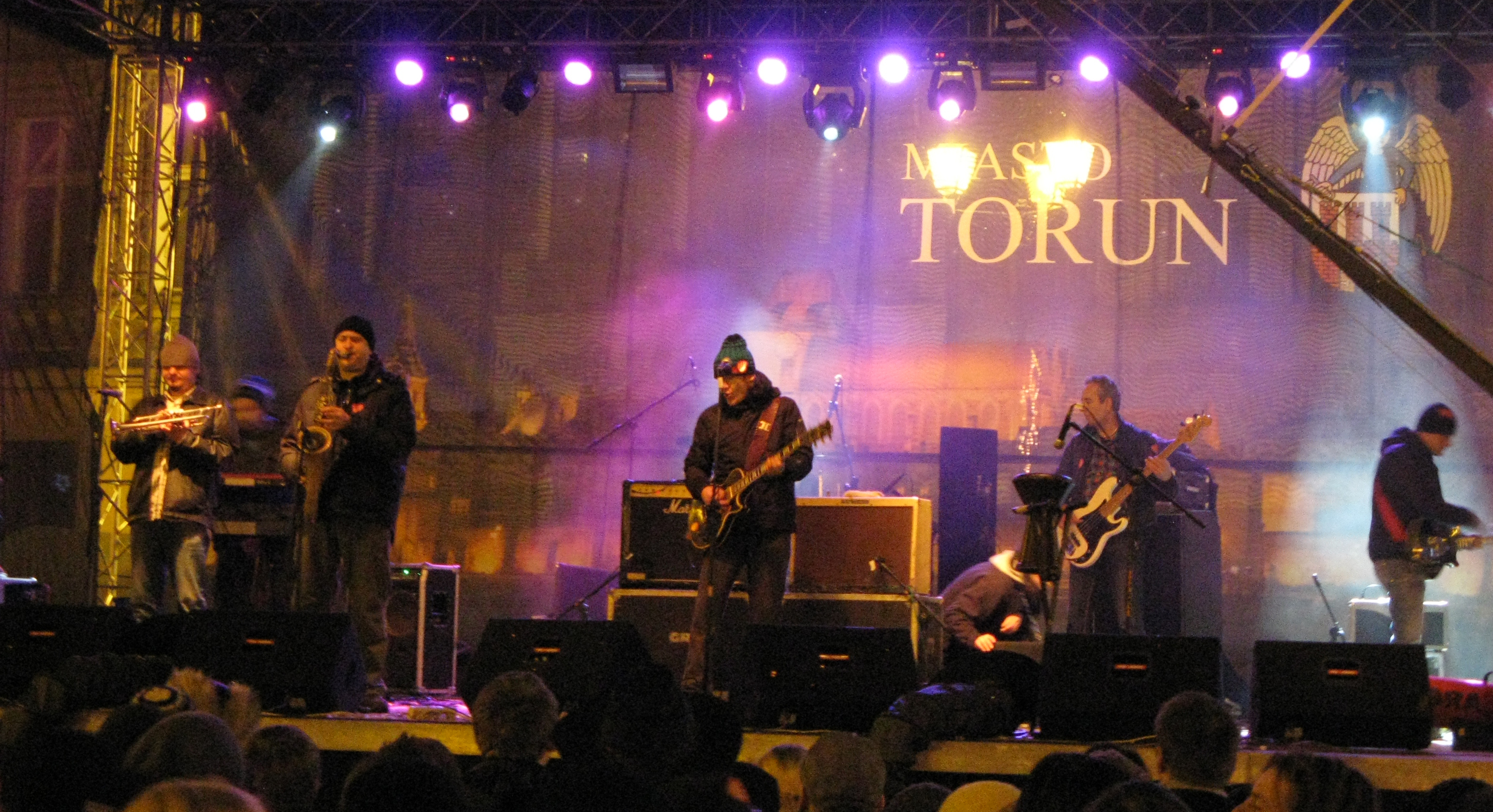
Buổi live concert của ban nhạc Daab vào năm 2011

Daab được thành lập vào tháng 12 năm 1982 tại Warsaw. Ban nhạc ban đầu gồm các thành viên Dariusz Gierszewski/trống/, Andrzej Zeńczewski/giọng ca chính, guitar/, Artur Miłoszewski/guitar bass/ và Piotr Strojnowski/giọng ca chính, guitar/. Chỉ sau vài tháng, ban nhạc kết nạp thêm hai nghệ sĩ khác là Jacek Szymoniak và Jarosław Woszczyna. Năm 1983, Daab chào đón sự gia nhập của Waldemar Deska và Andrzej Krzywy. Khoảng thời gian đó họ biểu diễn các bài hát Do plastica và Przed nami wielka przestrzeń.
Daab đã biểu diễn ở nhiều nước, cụ thể là Hà Lan, Pháp, Đan Mạch và Liên Xô. Năm 1985, họ phát hành album mới mang tên Daab với những bản hit như Kalejdoskop moich dróg, Fala ludzkich serc, W zakamarkach naszych dusz, Fryzjer na plaży (instrumental), Ogrodu serce. Bài Ogrodu serce sau này trở thành một tiêu chuẩn được đưa vào nghiên cứu trong các trường học ở Ba Lan. Sau đó, Daab có một số thay đổi: Tomasz Pierzchalski gia nhập trong khi Jarosław Woszczyzna và Piotr Strojnowski rời ban nhạc.
Không lâu sau đó, Andrzej Krzywy cũng rời Daab và trở thành giọng ca chính của De Mono. 
Năm 1989, vì tình bạn nên các thành viên cũ trở lại ban nhạc để tham gia một sự kiện kỉ niệm - liên hoan nhạc rock Jarocin. Daab được tái cấu trúc thành một công ty. Các thành viên chính là Zeńczewski, Miłoszewski và Gierszewski. Họ hợp tác với các nghệ sĩ guitar là Michał Grymuza, Grzegorz Kloc, Jacek Wojcieszuk; đồng thời hợp tác với Grzegorz Rytka và Piotr Korzeniowski ở mảng kèn đồng.

### Những cột mốc quan trọng nhất
- 1983 – khai sinh ban nhạc,
- 1985 - album đầu tiên mang tên Daab,
- 1987 - album mới mang tên Ludzkie uczucia,
- 1989 - một album tuyệt vời khác ///,
- 1993 - lễ kỉ niệm 10 năm và album mới To co najlepsze 1983-93,
- 1993 – Liên hoan Węgorzewo
- 2008 - lễ kỉ niệm 25 năm được tổ chức tại liên hoan nhạc rock Przystanek Woodstock và liên hoan nhạc reggae Ostróda.

### Daab – Thành viên hiện tại
- Dariusz Gierszewski-trống
- Andrzej Zeńczewski-giọng ca chính, guitar
- Artur Miłoszewski-bass
- Marek Makles-kbds
- Grzegorz Rytka-saxophhone
- Piotr Korzeniowski-trumpet
- Jacek Wojcieszuk-guitar

## Album
- Daab
- Ludzkie uczucia
- III
- To co najlepsze 1983-93